# The Killing Room
The Killing Room è un film statunitense del 2009 diretto da Jonathan Liebesman.